# Success Glacier
Der Success Glacier (dt. etwa „Erfolgs-Gletscher“) ist ein kleiner Gletscher an den Südwesthängen des Mount Rainier im US-Bundesstaat Washington. Er bedeckte 1983 etwa 0,8 km² und enthielt etwa 14 Millionen m³ Eis. Der Gletscher wird im Nordwesten von der Success Cleaver (cleaver = „Spalte“) und im Osten durch die Kautz Cleaver begrenzt. Beginnend an einem steilen Felshang in etwa 11.000 ft (3.353 m) Höhe fließt der Gletscher südwärts bergab. Auf etwa 9.000 ft (2.743 m) Höhe vereinigt ein kleines Schneefeld den Gletscher mit dem Pyramid Glacier im Südwesten. Bald nach diesem Punkt vereinigt sich der Gletscher mit dem benachbarten Kautz-Gletscher auf etwa 8.600 ft (2.621 m) Höhe. Die vereinten Gletscher fließen bis zu ihrem Abschluss auf etwa 6.000 ft (1.829 m) Höhe. Das Schmelzwasser des Gletschers fließt über den Nisqually River ab.